# Povrazník, Banská Bystrica
Povrazník este o comună slovacă, aflată în districtul Banská Bystrica din regiunea Banská Bystrica, pe malul râului Drienka⁠(d). Localitatea se află la altitudinea de 644 m deasupra n.m., se întinde pe o suprafață de 3,35 km2 și în 2017 număra 141 de locuitori.

## Istoric
Localitatea Povrazník este atestată documentar din 1424.

## Demografie
| An:                | 1994 | 2004   | 2014   | 2024   |
| ------------------ | ---- | ------ | ------ | ------ |
| Număr de persoane: | 154  | 146    | 138    | 142    |
| Diferență:         |      | −5,19% | −5,47% | +2,89% |

| An:                | 2023 | 2024   |
| ------------------ | ---- | ------ |
| Număr de persoane: | 139  | 142    |
| Diferență:         |      | +2,15% |